# قره مصطفى باشا (صدر أعظم)
قره مصطفى باشا صدر أعظم عثماني (19 أكتوبر 1676م  – 25 ديسمبر 1683م) وصاحب أخر محاولة لفتح فيينا وضمها للدولة العثمانية، وشغل منصب قبطان باشا البحرية العثمانية (أدميرال).

## حياته
ولد في مدينة ميرزفون الألبانية وخدم في عهد السلطان محمد الرابع. انتسب لأسرة آل كوبرولو الكبيرة بزواجه من ابنة محمد باشا آل كوبريلي. عين وزيراً في ديوان الدولة، ثم رقي قبطان باشا (قائداً) للبحرية العثمانية في 1663 . شارك في الحرب العثمانية ضد بولندا عام1672 لمهاجمة بولندا لإوكرانيا الواقعة تحت الحماية العثمانية، وحققت الحملة النصر. وبعد وفاة شقيق زوجته الصدر الأعظم فاضل أحمد باشا عينه السلطان صدراً أعظم.

## الصدارة
كانت فاتحة أعماله قيادته لحملة ضد ثورة القوزاق التي اجتاحت اوكرانيا وحققت الحملة النصر في البداية، لكن هاجم الروس العثمانيين فتراجعت القوات العثمانية واجبروا على طلب الصلح تنازلت بموجبه الدولة عن اراضي القوزاق لروسيا مقابل احتفاظها بشريط من الأراضي مطل على نهر الدنيبر.

## معركة فيينا
أرادت الدولة العثمانية توجيه ضربة قوية للنمسا التي استمرت في التدخل في شؤون المجر، فجمع السلطان محمد جيشه في 1683 وانضمت اليه قوات من مصر والشام والحجاز وخرج على رأسه من أدرنه وانضم إلى الجيش قوات من كافة الولايات المار بها من البوسنة والبانيا وخانية القرم فبلغ حوالى 150 الف مقاتل. وصل الجيش بلغراد فترك السلطان قيادة الجيش لمصطفى باشا الذي اندفع بقواته حتى وصل فيينا يحميها جيش من الهابسبورغ تعداده 10 الاف مقاتل فقط، فضرب العثمانيين الحصار عليها وتهدمت اسوارها تحت قصف والغام العثمانيين وبدا وكأن سقوطها على بعد أيام. تحرك البابا لحث ملوك أوروبا على انقاذ فيينا فتحرك الجيش البولندى بقيادة الملك يوحنا الثالث سوبياسكي ووصل لأسوار فيينا يوم 11 سبتمبر وباشر فوراً الهجوم على العثمانيين الذين بوغتوا بالهجوم فقد ارتكب مصطفى باشا خطأ فادحاً بتقسيم صفوة قواته في الخنادق لحصار المدينة وإهمال مؤخرة جيشه، وحدثت الخيانة في صفوف العثمانيين بسماح خان القرم للقوات الأوروبية بإيصال المساعدات للمدينة المحاصرة وذلك لخلافه مع مصطفى باشا. فهزم الجيش العثماني وانسحب ليلاً تاركاً وراءة من الغنائم ما دهش له الأوروبيون.

## إعدامه
وردت أنباء الهزيمة الكارثية في فيينا للسلطان الذي فجع لهذه الكارثة وأرسل من يقوم بإعدام قره مصطفى، فأعدم في بلغراد 25 ديسمبر 1683 بخيط من حرير، وقال المؤرخون الأوروبيون أن أخر ما قاله لجلاده إحرص على شد الحبل جيداً وربما ادعوا هذا لشماتتهم فيه، بينما في المقابل يري مؤرخي المسلمين فيه ضحية لمؤامرات رجال البلاط والحريم للتخلص منه كصدر أعظم قوي.

## أساطير حوله
بعد الانسحاب التركي من أسوار فيينا، دخل الأوروبيون المعسكر العثماني ودهشوا لخيم قادة الجيش التي عثروا فيها على السجاجيد المزركشة والنافورات والحوائط المزخرفة والأسَرة المٌذهبة وأجنحة خاصة للحريم بها الخمور والنارجيلة (الشيشة) فيما يشبه أساطير ألف ليلة وليلة، فيما يوضح ذلك فتور النزعة الدينية لدى العثمانيين وتضآئل روح الجهاد بينهم. كما عثروا على أجولة من القهوة الخضراء الغير محمصة فأصبحت هذه نواة صناعة القهوة في فيينا.

## أنظر أيضا
- قائمة قباطين البحر العثمانيين.